# Bayangol (distrikt i Mongoliet, Selenga)
Bayangol är ett distrikt i Mongoliet. Det ligger i provinsen Selenga, i den centrala delen av landet, 130 km nordväst om huvudstaden Ulan Bator. Antalet invånare är 5 028. Arean är 1 976 kvadratkilometer.
Terrängen i Bayangol är huvudsakligen kuperad.